# Ajaw (Titel)

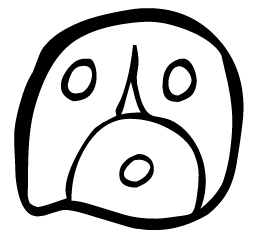
Die Maya-Hieroglyphe “Ajaw”

Ajaw (früher auch Ahau) ist der Titel der Maya-Könige der klassischen Maya-Zivilisation.
Die Bedeutung des Titels entspricht einem „Herr“, „Herrscher“ oder „König“. Er wird für jene Person gebraucht, die die höchste anerkannte Herrschaft über eine bestehende politische Einheit der Maya ausübte (in der Klassik meist ein Stadtstaat), unabhängig von dessen Einfluss oder Größe. Der Titel galt für männliche wie weibliche Herrschende gleichermaßen und wurde patrilinear und qua Primogenitur vererbt.
Das Königtum setzte sich zwischen dem 1. und 4. Jahrhundert bei den Maya durch. Um sich von der wachsenden Mehrheit der Könige abzusetzen, die nur über kleine Stadtstaaten herrschten, begannen besonders mächtige Könige sich ab dem Ende des 4. Jahrhunderts durch ein dem Titel vorangestelltes k'uhul (=heilig) abzuheben. Der Titel k'uhul ajaw war anfangs nur wenigen Herrschern besonders alter und mächtiger Orte vorbehalten, verbreitete sich jedoch zunehmend, bis er, auch von kleinen Dynastien geführt, seine auszeichnende Wirkung verlor.
In der Klassik etablierte sich später zu diesem Zweck der Titel des kaloomte, der tatsächlich selten blieb und als Ergänzung zum k'uhul ajaw Herrschern besonders mächtiger und bedeutender Dynastien vorbehalten war.
Das Wort ist mit lautlichen Abwandlungen bis in die Gegenwart in zahlreichen Maya-Sprachen gebräuchlich und bedeutet neben Herr(scher) auch Gott, Vater oder Chef.
In der späten Postklassik war in Yucatán der Herrschertitel Halach Uinik in Gebrauch.